# Rudolf Reinhardt
Rudolf Reinhardt (?, (Opper-Franken), 27 augustus 1932) is een Zwitsers componist, muziekpedagoog en dirigent.

## Levensloop
Reinhardt studeerde aan het Konservatorium für Klassik und Jazz te Zürich en later aan de Universiteit van de Kunsten te Berlijn. Sinds 1973 is hij muziekleraar aan het Opleidingsseminar voor leraren te Chur. Aldaar is hij ook dirigent van het mannenkoor Chur. 
Als componist schrijft hij werken voor harmonieorkesten en koren.

## Composities

### Werken voor harmonieorkest en brassband
- Festliche Begegnung, op. 42
- Marsch der sieben Aufrechten
- Mund Romontsch
- Ouvertüre zu einem Festspiel
- Rothenkirchner Schützen-Marsch
- Über allem Musik, voor mannenkoor, brassband en symfonieorkest

### Werken voor koren
- La Monferina, voor mannenkoor
- La sera, voor mannenkoor
- Ringheldolentablondes Liad, voor mannenkoor